# Canhão de Paris
O canhão de Paris, também chamado Kaiser Wilhelm Geschütz (canhão do Kaiser Guilherme)  foi o nome dado a um tipo de arma de cerco de longo alcance alemã, várias das quais foram usadas para bombardear Paris durante a Primeira Guerra Mundial. Estiveram em serviço de março a agosto de 1918. Quando as armas foram empregadas pela primeira vez, os parisienses acreditavam que haviam sido bombardeados por um Zeppelin de alta altitude, já que o som de um avião ou de uma arma não podia ser ouvido. Eles foram as maiores peças de artilharia usadas durante a guerra por comprimento de barril, e qualificam-se sob a (mais tarde) definição formal de artilharia de grande calibre. Também chamado de "Kaiser Wilhelm Geschütz" ("Kaiser Wilhelm Gun"), eles eram frequentemente confundidos com Big Bertha, o obuseiro alemão usado contra fortes belgas na Batalha de Liège em 1914; na verdade, os franceses também os chamavam por esse nome.  Eles também foram confundidos com o canhão menor "Langer Max" (Long Max), do qual foram derivados. Embora os famosos fabricantes de artilharia da família Krupp produzissem todas essas armas, a semelhança terminou ali.
Como armas militares, as armas de Paris não foram um grande sucesso: a carga útil era pequena, o cano exigia substituição frequente e a precisão das armas era boa o suficiente para apenas alvos do tamanho da cidade. O objetivo alemão era construir uma arma psicológica para atacar o moral dos parisienses, não para destruir a cidade em si.